# Гасюк Наталія Володимирівна
Гасюк Наталія Володимирівна (нар. 22 червня 1981, Дейкалівка, Полтавська область, Україна) — українська вчена у галузі стоматології, доктор медичних наук (2016), професор (2019), професор кафедри терапевтичної стоматології Тернопільського національного медичного університету імені І. Я. Горбачевського.

## Життєпис
Гасюк (Ємець) Наталія Володимирівна у 2003 році з відзнакою закінчила стоматологічний факультет Української медичної стоматологічної академії (м. Полтава).
2003—2005  — навчання в інтернатурі на базі Полтавської обласної клінічної лікарні відновного лікування та діагностики із центром медичної генетики. 
2006—2014 — асистент кафедри терапевтичної стоматології ВДНЗ України «Українська стоматологічна академія» ( м. Полтава).
З 2014 року працює на кафедрі терапевтичної стоматології Тернопільського національного медичного університету: доцент (2014—2019), професор (з 2019 року). 
У 2018 році стажувалася у Празькому економічному університеті за тематикою організації навчального процесу та реалізації наукових проектів і видавничої діяльності в університетах країн Європейського союзу «Organization of the educational process, scientific projects and publication activities at the universities of the European Union» (м. Прага, Чехія).
Брала участь як лектор у більше ніж 150 науково—практичних конференціях та семінарах, всеукраїнського та міжнародного рівня, серед яких: «Experience of education of highly skilled personnel at esei international business school in Barcelona» при міжнародній школі бізнесу (м. Барселона, Іспанія, 2018), «Organization of educational process and innovative teaching methods, integration of science and practice at University of Economics, Prague», при Празькому економічному університеті (м. Прага, Чехія, 2018), науково-методичний семінар «Educational system of Poland: conditions, opportunities, perspectives» при центрі ефективних комунікацій (м. Краків, Польща, 2018). 
Член Асоціації стоматологів України.

## Наукова діяльність
У 2009 році у Кримському державному медичному університеті імені С. І. Георгієвського МОЗ України (м. Сімферополь, АР Крим) захистила дисертацію на здобуття наукового ступеня кандидата медичних наук на тему «Морфофункціональна організація ясен в нормі та при запаленні». 
У 2016 році у Національному медичному університеті імені О. О. Богомольця (м. Київ) захистила дисертацію на здобуття наукового ступеня доктора медичних наук на тему «Цитологічні і цитогенетичні особливості слизової оболонки порожнини рота людини в нормі та при запальному процесі».   
Під керівництвом Наталії Володимирівни Гасюк захищена 1 дисертаційна робота на здобуття ступеня доктора філософії, виконується 2 роботи.
Член редакційної колегії ряду наукових фахових видань:
1. Науково-практичний часопис «Українські медичні вісті»[7]
2. «Клінічна стоматологія»[8]
3. «Oral and General Health»[9]

Наукові інтереси: розробки та підвищення ефективності профілактики, діагностики та лікування пацієнтів із захворюваннями слизової оболонки порожнини рота виходячи із закономірностей будови слизової оболонки порожнини рота; питання розробки та впровадження в систему охорони онкологічного скринінгу слизової оболонки порожнини рота, як складової щорічного стоматологічного огляду; вивчення генетично зумовлених патогенетичних механізмів виникнення хвороб пародонта на основі варіативності генів та зміни експресії сигнальних білків і структурних компонентів сигнального модуля ядерного фактора транскрипції.

## Нагороди
1. орден «Берегиня України» за особистий внесок у розвиток України та вірність нації (2023);
2. почесні відзнаки ГО «Асоціація стоматологів України» за досягнення в розвитку стоматології України, професіоналізм та милосердя «Орден святої Аполонії» (2022), «За інновації в стоматології» (2021)[12];
3. подяка української федерації професійних медичних об’єднань «За вірність медицині» (2022);
4. почесна грамота Тернопільської обласної військової адміністрації «За сумлінну працю, високий професіоналізм, вагомий особистий внесок у розвиток системи охорони здоров’я»;
5. лауреат обласної премії ім. Івана Пулюя Тернопільської обласної організації товариства винахідників і раціоналізаторів України «За високі досягнення у винахідницькій та науково-технічній творчості» (2022);
6. подяка міського голови Тернополя «За сумлінну працю, високий професіоналізм у роботі, вагомий особистий внесок в надання висококваліфікованої медичної допомоги і забезпечення охорони здоров’я населення» (2023)[13];
7. вітальний лист голови Верховної Ради України (2023).

## Доробок
Н. В. Гасюк є автором понад 300 наукових праць, 10 навчальних посібників, 3 монографій, 11 патентів України.

## Наукові праці[14]
1. На допомогу студенту та лікарю-інтерну. Підготовка до «Крок» – шинування. Навчальний посібник / [Н.В. Гасюк, О.В. Клітинська, В.Б. Радчук]. 2021. – Тернопіль: ФОП Паляниця В.А. – 63 с.
2. Guide for help students and interns to prepare for the " Krok quot; exam – splinting. Manual / [N.V. Hasiuk, A.Ye. Demkovych, V.B. Radchuk]. 2021. – Ternopil. – 61p.
3. Профілактика стоматологічних захворювань / О.В. Клітинська, Є.Я. Костенко, Н.В. Гасюк та ін. // Навчальний посібник. ‒ Ужгород, 2019. ‒ 64 c.
4. Dentist's hematological alphabet: [N.V. Hasyuk, O.V. Klitynska, I.V. Antonyshyn, A.V. Brzhyskii] – Ternopil. 2019. ‒ 53 p.
5. Emergency conditions in «Krok»: [N.V. Hasyuk, M.S. Zalizniak, Kh. V. Pogoretska, I.V. Antonyshyn ] – Ternopil. 2019. ‒ 101 p.
6. Невідкладні стани у «крок»: навчальний посібник для студентів стоматологічного факультету та лікарів-інтернів. [Н.В. Гасюк, М.С. Залізняк, Х.В.Погорецька] Тернопіль. 2018 . ‒ 102 c.
7. Гематологічна абетка стоматолога: навчальний посібник [Гасюк Н.В., Клітинська О.В., Криничко Ф.Р.]. – Тернопіль-Ужгород: 2017. ‒ 32 с.
8. Additional methods of examination in dentistry: [N.V. Hasyuk, V.V. Chernyak, O.V. Klitynska, Yu.O. Mochalov et .] – Ternopil. 2018. ‒ 114 p.
9. Додаткові методи обстеження у стоматології: навчальний посібник [Гасюк Н.В., Черняк В.В., Клітинська О.В., Бородач В.О. та ін.] – Тернопіль. 2017. ‒ 120 с.
10. Морфо- і гістогенез основних стоматологічних хвороб [Гасюк П.А., Гасюк А.П. Данильченко, С.І., Гасюк Н.В.] Видавництво: ФОП Пархін В.В., 2016 р. ‒ 16 с.
11. Застосування морфологічних методів дослідження у діагностиці та прогнозуванні клінічного перебігу генералізованого пародонтиту. ‒ [Гасюк Н.В. Єрошенко Г.А.] Київ, 2016 р. ‒ 24 с.
12. Оптимізація діагностичного процесу дерматозів із аутоімунним компонентом шляхом застосування морфологічних методів дослідження. ‒ [Гасюк Н.В]. ‒ Київ, 2015р. ‒ 25 с.
13. Оптимізація діагностичного процесу дерматозів із аутоімунним компонентом шляхом застосування морфологічних методів дослідження.- [Гасюк Н.В.]. - Київ, 2014 р. -26 с.
14. Hasiuk N.V., Yaskiv N.A., Leonenko P.V., Radchuk V.B. Modern Approach to Prevention of Chronic Recurrent Aphthous Stomatitis // Acta Balneologica. – 2022. – T. LXIV. – № 1 (167). – Р. 83-88.
15. Klytynska O.V., Hasiuk P.A., Vasko A.A., Gurando V.R., Zorivchak T.I., Stlchkovskyy A.V. Statistical analysis of criteria for efficiency of filling of permanent teeth in children // Acta stomatologica Naissi. – 2021. – Vol. 37 (84). ‒ P. 2232-2240.
16. Hasiuk N.V., Bozhyk S.S., Radchuk V.V. Modern view on mechanisms of epithelium differentiation of the oral mucosa in normal and pathological processes // Acta stomatologica Naissi. – 2021. – № 37 (83). ‒ P.2314-2324.
17. Hasiuk P., Kindiy V., Radchuk V., Kindiy D., Dzetsiukh T., Korol`D. Characteristics of metal alloys properties for dental casting after their repeated remelting. // Wiadomości Lekarskie. – 2021 – Vol. 74 (10). – Р. 2423-2427.
18. Pavlenko O., Mochalov Iu., Sluchevska O., Hasiuk N., Keian D., Yurzhenko A. The main cytokines of inflammatory response in periodontal tissues, therapeutical targets: a revive // Journal of social sciences, nursing, public health and education. – 2021. – №1. − P. 87-100.
19. Radchuk V.B., Hasiuk N.V., Bozhyk S.S., Dzetsiukh T.I., Antonyshyn I.V. Initiating factors of complications development during prosthetics of teeth with fixed prostheses // Wiadomosci Lekarskie. – 2021. – № 5, Vol. LXXIX. – P. 1164-1169.
20. Klitynska O.V., Hasiuk N.V., Struk V. I., Kruchak R.Yu., Hurando V. R., Bobelskyi V.V. The quality of drinking water as a factor in the formation of dental pathology of the hard tissues of the teeth in children // Wiadomosci Lekarskie. – 2021. – № 5, Vol. LXXIX. – P. 1120-1125.
21. Hasiuk N.V., Yeroshenko G.A., Mochalov I.O., Klitynska., O.V., Pogoretska Kh.V. Morphoclinical aspects of the clinical course of atopic cheilitis // Світ медицини і біології. – 2020. – №4. − С. 39-43.
22. Klitynska O.V., Stishkovskyy A.V., Hasiuk N.V., Avetikov D.S., Ivaskevych V. Z. Statistical analysis of the impact of clusters on caries prevalence and intensity in children aged 6-7 with different somatic health statuses // Wiadomosci Lekarskie. – 2020. – Vol. 73 (No 3). – P. 428–434.
23. Dobrovolska O.V., Hasiuk N.V., Klytynska O.V., Zaliznyak M.S., Antonyshyn I.V., Pogoretska K.V., Patskan L.A. State characteristics of the problem of oral cavity environmental system // Wiadomosci Lekarskie. – 2020. – Vol. 73 (No 5). – P. 1037–1041.
24. Savchuk O.V., Нasіuk N.V., Klytynska O.V., Yeroshenko G.A., Zaliznyak M.S.
25. Complex treatment of generalized periodontitis: clinical and morphological aspects of verification of the efficiency of application of complex medical drug // Світ медицини і біології. – 2020. – № 2 (72). − С. 242−250.
26. Hasiuk N.V., Klitynska O.V., Antonyshin I.V., Mochalov Yu.O. Ways of formation and extending of clinical and analytical thought of students-dentists under the activities of student scientific society// Україна. Здоров’я нації. – 2018. – №4/1(53). – С. 112–114.
27. Hasiuk N.V., Antonyshyn I.V., Pohoretska K.V., Levandovsky R.A. Improving the quality of the dental education of future specialists by implementation in the traditional system of a person-oriented training model of teaching // Іntermedical Journal. – 2018. – 19 (2). – P. 4–8.
28. Hasiuk N.V., Yeroshenko G.A., Maystruk P.O. Features of the cell complex of the mortal shell of the rope cavity on the field of tolerancy // Світ медицини і біології. – 2018. – № 4. − С. 34−40.
29. Hasiuk N.V., Levandovsky R.A., Borodach V.O., Klitynska O.V. Morphological substantiation of criteria of prediction of clinical course of generalized periodontitis // Світ медицини і біології. – 2018. – № 3. − С. 37−41.
30. Klytynska O., Vasko A., Borodach V., Hasiuk N.,V., Kornienko L., Tsukanov D. Clinical and Laboratory Grounds for the Rational Selection of Filling Material for Restoration of Temporary teeth // Pesquisa Brasileira em Odontopediatria e Clinica Integrada. – 2018. – 18 (1). – P. 3949–3954.
31. Klitynska Oksana, Gasiuk Natalia, Kostenko Yevgen, Gurando Viacheslav. Statistical model of caries formation and progression in children of preschool and early school age domiciled in biogeochemical deficiency of fluorine and iodine // Journal of Stomatology. – 2017. – Vol. 70 (6). − P. 675−679.
32. Malko N.V., Hasiuk P.A., Ivanchyshyn V.V., Hasiuk N.V. Changes in biochemical parameters of blood serum and gingival homogenates with experimental gingivitis // Світ медицини і біології. – 2017. – №. 4 (62). − С. 149–152.
33. Hasiuk P.A., Vorobec A.B., Hasiuk N.V., Rosolovska S.O., Bodnarchuk I.V., Radchuk V.B. Sex differences of odontometrical indexes crovn of molars // Interventional Medicine and Applied Science. – 2017. – Vol. 9 (3) . − P. 160–163.
34. Hasiuk N.V., Hasiuk P.A., Radchuk V.B., Rosolovska S.O., Vorobec A.B., Demkovych A.Ye. Fixed prosthetic construction with using of high volume digital scanning techniques // Світ медицини і біології. – 2017. – №. 4 (62). − С. 15–17.
35. Hasiuk N.V., Hasiuk P.A., Radchuk V.B. Сurent concept of morphofunctional changes of dental tissue induced by odontopreparation for metal-ceramic construction // Світ медицини і біології. – 2017. – № 3 (61). − С. 9–11.
36. Hasiuk N.V., Ivanytskiy І.О., Popovich І.Yu. Morphological rationale of advisability for ultrasound teeth preparation in pediatric dentistry // Inter medical journal. – 2017. – № 1 (93). − С. 38–42.
37. Hasiuk N.V., Vesnina L.E., Shlykova O.A., Izmailova O.V. Argumentation of pathogenic mechanisms of generalized periodontitis from the position of polymorphism of nuclear transcription factor NF- κв1 // Іnternational Jornal of Medicaine and Research. – 2017. – № 1. − С. 40–45.
38. Hasiuk N.V., Hasіuk P.A., Kindiy D.D., Ivanchyshyn V.I., Kalashnikov D.V., Subchenko S.G. Characteristics of cellular composition of periodontal pockets // Interventional Medicine and Applied Science. – 2016. – Vol. 8 (4). − P. 172–177.
39. Hasiuk N.V. Qualitative and quantitative changes in the cellular composition of gums in patients with periodontal diseases // Іnternational Jornal of Medicaine and Research. – 2016. – №. 2. − С. 26–29.
40. Hasiuk N.V. Diagnostics aspects of akantolytic pemphigus in dentist`s practice // Inter medical journal. – 2016. – № 1 (93). − С. 27–30.
41. Hasiuk N.V. Description of polymorphic variants of nuclear transcription factor NF- kB1 as predictors of generalised periodontitis development // Український науково-медичний молодіжний журнал. – 2016. – № 1 (93). − С. 105–107.
42. Hasiuk N.V., Yeroshenko G.A., Lisachenko O.D. Features of cytological reorganization of gums in the course of generalized periodontitis // Актуальні питання медичної науки і практики. – 2015. − № 82. – С. 284–291.
43. Hasiuk N.V., Yeroshenko G.А. Feature of cellular composition of the gums in generalized periodontitis // Світ медицини і біології. – 2015. – № 1 (48). – С. 17–20.
44. Yeroshenko G.A., Tsukanov D.V., Hasiuk N.V., Chernyak V.V. Morphometric characteristic of microcircular rate of Salivary glands after administration of platyphyllinum and Proserinum // European International Journal of Science and Technology. – 2014. – № 8, vol. 3, – Р. 29–34.